# 羅奇福德
羅奇福德（英語：Rochford）是英格蘭的一個城鎮，位於東英格蘭埃塞克斯郡羅奇福德區，是羅奇福德區的行政中心。據2001年人口普查，羅奇福德民政教區有人口7,610人。2011年人口普查時增加到8,471人。